# Kvantna mehanika
Kvantna mehanika je grana kvantne fizike koja se bavi gibanjima i stacionarnim stanjima elementarnih čestica u fizičkim sustavima najčešće atomskih veličina. U kvantnoj mehanici veličine poprimaju diskretne vrijednosti, a najmanja vrijednost neke veličine jest kvant. Kvantna mehanika jedna je od najvažnijih i najplodonosnijih grana moderne fizike. Kvantna mehanika proučava ponašanje elektrona i ostalih elementarnih čestica u atomima, molekulama i kristalima, atomskim jezgrama. 

## Povijest
Povijesno gledano, razvoj temelja kvantne mehanike ostvario se kroz nekoliko koraka.
U prvom razdoblju, krajem 19. i početkom 20. stoljeća postojalo je nekoliko pokusima prikupljenih saznanja koja se ni na koji način nisu mogla objasniti u okviru do tada poznate klasične fizike. Zapravo je bio vrlo mali broj ovakvih problema koji nisu bili do kraja teorijski shvaćeni i objašnjeni. Stoga su neki ondašnji znanstvenici smatrali da će uskoro biti dosegnut kraj razvoja fizike. Ali ništa nije moglo biti više pogrešno od takvog razmišljanja. Točno objašnjenje ovih problema pokazalo se kao "tvrdi orah", koji je uporno izmicao dotadašnjoj ljudskoj slici i tumačenju svijeta. To je prvenstveno bio problem zračenja crnog tijela i fotoelektrični učinak. Kako bi zadovoljavajuće objasnili ove pojave, M. Planck (za zračenje crnog tijela, 1900.) i A. Einstein (za fotoelektrični učinak, 1905.) pretpostavili su da svjetlost, osim valne prirode pokazuje i čestična (korpuskularna) svojstva.
M. Planck je uveo kvantnu konstantu 1900. (Planckova konstanta) i omogućio razumijevanje dviju pojava koje nisu mogle biti objašnjene u okvirima klasične fizike: zračenja crnoga tijela (ultraljubičasta katastrofa - J. W. S. Rayleigh) i fotoelektričnog učinak. Korak dalje učinio je A. Einstein 1905., spoznavši da kvantizirani oscilatori emitiraju zračenje koje također mora biti kvantizirano. Shvaćajući svjetlost kao roj čestica (fotona, određene energije E = h∙ν i impulsa sile p = h/λ), objasnio je fotoelektrični učinak. Pripisivanje čestičnih svojstava elektromagnetskom valu dovelo je do valno-čestičnoga dualizma. Iz dvaju smjerova, na kojima se pokušavao razriješiti taj problem, izrastao je matematički formalizam kvantne mehanike.
Prvi smjer rješavanja problema dualizma oslanjao se na čestična svojstva tvari. N. Bohr, koji je u Kopenhagenu okupljao vrsne fizičare (H. A. Kramers, J. C. Slater, W. Pauli, W. K. Heisenberg, E. P. Jordan), objasnio je 1913. opaženi spektar vodikova atoma uvođenjem postulata stacionarnih energijskih stanja u kojima borave elektroni. Pauli je formulirao načelo isključenja kao teorijski temelj periodnoga sustava elemenata. Otkriveno je načelo korespondencije, prema kojem u području velikih kvantnih brojeva vrijedi klasična mehanika. Prema Heisenbergov načelu neodređenosti iz 1927. nemoguće je istodobno točno mjeriti i impuls sile i položaj neke čestice, a prema Heisenbergovim relacijama neodređenosti najveća moguća točnost određena je Planckovom konstantom.
Drugu formulaciju kvantne mehanike dao je E. Schrödinger 1926. u obliku diferencijalne jednadžbe za valove materije prikazane valnom funkcijom. On je pokazao i istovrijednost (ekvivalentnost) toga pristupa s Heisenbergovom matričnom mehanikom. Schrödingerova jednadžba mogla se riješiti za neke jednostavnije fizikalne probleme, a uporabom računa smetnje obuhvaćen je golem broj problema materijalnoga svijeta.
P. Dirac je 1928. spojio kvantnu mehaniku i posebnu teoriju relativnosti u obliku kvantne elektrodinamike (relativističke kvantne mehanike), koja je predvidjela postojanje pozitrona, antičestice elektrona. Kvantna mehanika omogućila je otkrića novih temeljnih sila subatomskoga svijeta. Od 1925. do danas nije uočena nijedna pojava koja bi dovela u pitanje kvantnu mehaniku.
Pokus s alfa-česticama i zlatnim listićem, koje je izveo E. Rutherford, doveli su do osnove Bohrove poluklasične teorije atoma (Bohrov model atoma), koja predstvlja drugi veliki korak u razvoju kvantne mehanike. Time su udareni temelji nove znanosti, ali njezin razvoj time nije završen. Tijekom godina daljeg razvoja, postavke kvantne mehanike potvrđene su kroz mnoštvo rezultata pokusa, dok je teorija razmatrala mnoga nova područja: postojanje spina, utjecaj relativističkih učinaka, ponašanje mnoštva čestica i tako dalje.

### Toplinsko zračenje
Kvantna teorija je nikla iz teškoća, u koje je zapala klasična teorija toplinskog zračenja. Na temelju klasične teorije mogao se proračunati spektar, što ga emitiraju užarena tijela. Rezultat računa je bio u nerješivoj suprotnosti s iskustvenim činjenicama. Proturječja je riješio M. Planck s posve novom idejom o diskontinuiranosti fizičkog događaja. U svjetlosti, koju šalju užarena čvrsta tijela, dolazi kontinuum frekvencija. U njihovu spektru opažaju se sve boje. Međutim, svjetlost nekih frekvencija isijavana je jače, a nekih slabije. Iskustvo pokazuje da boja užarenog tijela ovisi o temperaturi. Što tijelo više ugrijemo, spektar se sve više pomiče prema većim frekvencijama. Pokusima se može izmjeriti energija, koja pada na valne duljine između λ i λ + Δλ. Wien je mjerenjem našao, da između valne duljine, na koju pada najviše energije, i temperature T, postoji odnos:
{\displaystyle \lambda _{\mathrm {max} }=0,29\cdot {\frac {1}{T}}}
Što je temperatura viša, maksimum spektra leži više prema malim valnim duljinama, ili što je isto, prema većim frekvencijama. Stavimo li u Wienov zakon temperaturu T = 6 000 K, dobivamo λmax = 500 nm. Wienov zakon pomaka nam omogućuje, da na osnovu spektra proračunavamo temperature užarenih tijela, na primjer Sunca. 
Wien je također našao, da spektar tih maksimuma naglo opada prema manjim valnim duljinama. Tako je na primjer Sunčev spektar naglo odrezan prema ultraljubičastom dijelu. Svaka krivulja (svaka spektralna raspodjela) odgovara određenoj temperaturi. Vidi se jasno, da se maksimum spektra pomiče prema malim valnim duljinama, kad temperatura raste.  
Na koji način atomi emitiraju i apsorbiraju zračenje? Odgovor na ovo pitanje daje nam valna teorija. Kad žica titra u zraku, ona pobuđuje zrak na isto takva titranja. Od žice se širi zvuk iste frekvencije titranja. Znamo, da je svjetlost elektromagnetski val. Frekvencija elektromagnetskih valova podudara se s frekvecijom titranja električnih naboja. U skladu s tim osnovnim elektrodinamičkim zakonima pretpostavit ćemo, da i električni naboji u atomu izvode titranja. Atomi sa svojim elektronima predstavljaju sistem harmoničkih oscilatora. Ako se ti oscilatori pobude, oni titraju i šalju svjetlost. Pri emisiji umanjuje se energija oscilatora. Naprotiv, kod apsorpcije oscilator preuzima energiju od zračenja. Budući da užareno čvrsto tijelo emitira zrake najrazličitijih frekvencija, moramo pretpostaviti, da se u njemu nalaze oscilatori svih frekvencija. U stanju ravnoteže oscilatori iste frekvencije emitiraju ukupno jednako mnogo energije, koliko je apsorbiraju. Na taj način ne mijenja se spektralna raspodjela energije niti u čvrstom tijelu niti u zračenju.
Prema klasičnoj statici, na svaki harmonički oscilator pada prosječna energija k∙T. To vrijedi za oscilatore svih frekvencija. Međutim, taj rezultat klasične teorije vodi do krivih zaključaka o zračenju čvrstih tijela. Na visoke frekvencije ne smije otpasti toliko energije. Čim pretpostavimo, da oscilatori visokih frekvencija imaju prosječnu energiju k∙T, upadamo odmah u Jeans-Rayleighov katastrofalni rezultat (ultraljubičasta katastrofa). Tih frekvencija ima bezbroj, i ukupna energija zračenja postaje neizmjerna. 
U prirodi mora nešto djelovati, što onemogućuje, da budu pobuđeni harmonički oscilatori najviših frekvencija. Ovu značajnu crtu prirode otkrio je M. Planck 1900. Planck je učinio neobičnu pretpostavku, da harmonički oscilator ne može kontinuirano mijenjati svoju energiju. Prema osnovnoj Planckovoj hipotezi energija oscilatora može biti samo cijeli broj određenih kvanata energije. Kvant energije za harmonični oscilator frekvencije ν iznosi h∙ν. Konstanta proporcionalnosti h zove se Planckovom konstantom (ν - frekvencija). Energija oscilatora može općenito biti:
{\displaystyle h\cdot \nu ,\,2\cdot h\cdot \nu ,\,3\cdot h\cdot \nu ,\,4\cdot h\cdot \nu ,...}
Emitirajući ili apsorbirajući energiju, harmonički oscilator skače po toj ljestvici energije. 
Što je time dobiveno? Razmotrimo najprije oscilatore niskih frekvencija. Kvant energije h∙ν tu je vrlo mala veličina. Stepenice energije slijede tako gusto, da možemo, u stvari, govoriti o kontinuumu. Prosječna energija tih oscilacija mora opet biti k∙T. No to je točno, jer Rayleigh-Jeansov zakon zračenja vrijedi za najniže frekvencije. 
Sasvim je drukčije kod velikih frekvencija. Uzet ćemo, da je kvant energije h∙ν znatno veći od energije k∙T. Toplinsko gibanje ne može tad uopće znatno pobuditi te oscilatore. Raspoloživi obroci toplinske energije veličine su reda k∙T, a ta energija ne može visokofrekventni oscilator baciti od jedne do druge stepenice energije. Najviši oscilatori ne mogu se dakle temperaturom pobuditi. Prema tome, njihova prosječna energija mora biti znatno manja od k∙T, što više, mora kod najviših frekvencija isčezavati. Jednostavno, ali genijalno rješenje teškoće! Naravno, dobiveno uz pretpostavku o diskontinuiranosti fizičkog događaja, što se protivi svim klasičnim teorijama. 
Korak dalje učinio je A. Einstein. On je prvi posumnjao u opće priznatu valnu teoriju svjetlosti. Planckova hipoteza postaje očigledna ako pretpostavimo da u svjetlosti frekvencije ν dolaze sami kvanti energije h∙ν. Tad mogu harmonički oscilatori kao izvori svjetlosti emitirati ili apsorbirati samo kvante energije h∙ν. Time njima automatski pripada Planckova ljestvica energija. Korpuskularnom hipotezom svjetlosti Einstein je bacio novo svjetlo na Planckov postupak. Hipoteza o kvantima svjetlosti organski je vezana s Planckovim zakonom zračenja. 
Einsteinova hipoteza imala je glavni oslonac u fotoelektričnom učinku. Godine 1887. opazio je H. R. Hertz da pri obasjavanju metalnih elektroda ultraljubičastom svjetlošću biva izbijanje električne iskre mnogo jače (intenzivnije). Malo kasnije dokazao je W. Hallwachs da svjetlost izaziva električne struje, a 1899. dokazao je svestranim pokusima P. Lenard da pri obasjavanju izlaze iz metalnih listića elektroni. Ne sama ta pojava, nego zakoni koje je našao Lenard vrlo su iznenadili fizičare. Prema klasičnoj teoriji očekivali bismo da su kinetičke energije elektrona koji izlaze iz metala to veće što je svjetlost jača. Shvatimo li svjetlost kao kontinuirano elektromagnetsko polje, tad bi na pojedini elektron palo to više energije što je veća jakost (intenzitet) svjetlosti. Lenardovi pokusi dali su sasvim suprotan rezultat. Brzina izbačenih elektrona ne zavisi od jakosti svjetlosti. Kinetička energija fotoelektrona zavisi samo od "boje" svjetlosti. Ona je razmjerna (proporcionalna) frekvenciji svjetlosti. Ako ne mijenjamo boju, a pojačavamo svjetlost, tad se samo povećava broj elektrona koji izlaze iz metala. Dvaput jača svjetlost izbaci dvaput više elektrona. No njihova brzina se ne mijenja. Zavisnost kinetičke energije fotoelektrona od frekvencije svjetlosti možemo prikazati linearnom jednadžbom:
{\displaystyle {\frac {m\cdot v^{2}}{2}}=h\cdot \nu -I}
Konstanta proporcionalnosti h ne zavisi od specijalne prirode metala. Ona je univerzalna konstanta. Druga konstanta I zavisi od toga koji metal uzmemo. I je energija ioniziranja, potreban rad da se elektron otrgne od metala. Opaža se da fotoelektrični učinak nastupa tada kad frekvencija svjetlosti premaši određenu veličinu, svojstvenu za pojedinu tvar. Kod natrija, na primjer, nastupa fotoelektrični učinak tek tada kad valna duljina svjetlosti postane manja od 683 nm, što odgovara frekvenciji od 4,39∙10-14 Hz. Povećava li se dalje frekvencija, energija elektrona pravolinijski (linearno) raste. 
Vrlo točno dade se energija elektrona izmjeriti ako se upotrijebi suprotni električni napon, koji oduzima kinetičku energiju elektrona. Metalnu kuglicu koju obasjavamo svjetlošću stavimo u sredinu šuplje kugle. Iz te metalne kugle isisan je sav zrak, tako da elektroni koje svjetlost izbaci iz središnjeg materijala dolete do šuplje kugle. Na taj način nastaje električna struja između oba tijela, koja se može izmjeriti osjetljivim galvanometrom. Sada se između središta i kugle ukopča električni napon, koji djeluje na elektrone u smjeru prema središtu. Na taj način elektroni se usporavaju. Ako je električni napon upravo toliko velik da elektrone sasvim zaustavi, tad prestaje električna struja. Umnožak električnog naboja e i razlike električnog potencijala V tad je upravo jednak kinetičkoj energiji elektrona koje svjetlost izbacuje. Iz jednadžbe:
{\displaystyle {\frac {m\cdot v^{2}}{2}}=e\cdot V}
možemo, mjereći električni napon V, točno odrediti energiju elektrona. 
Spomenut ćemo mjerenja na natriju. Fotoelektrični učinak počinje kad frekvencija dosegne vrijednost 4,39∙1014 Hz. Energija elektrona tu je još uvijek jednaka nuli. Da energija elektrona naraste na iznos od 3 eV, moramo frekvenciju povećati na 11,66∙1014 Hz. Iz te jednadžbe:
{\displaystyle 3\,{\mbox{eV}}=h\cdot (11,66-4,39)\cdot 10^{14}\,{\mbox{Hz}}}
dobivamo računom, da je h jednaka:
{\displaystyle h=\,\,\,6,6\cdot 10^{-34}\ {\mbox{J}}\cdot {\mbox{s}}}
To se potpuno slaže s Planckovom konstantom h, koju je Planck dobio na osnovu zakona zračenja. 
Zakoni zračenja koje je otkrio Planck 1900. i zakoni koji se opažaju pri fotoelektričnom učinku naveli su Einsteina 1905. da ponovno oživi korpuskularnu teoriju svjetlosti. Opažani zakoni u fotoelektričnom učinku mogu se neposredno protumačiti hipotezom da se monokromatska svjetlost sastoji od korpuskula (čestica) jednake energije. Po Einstenu se svjetlost frekvencije ν sastoji od kvanata energije h∙ν:
{\displaystyle E=h\cdot \nu }
Kvanti svjetlosti imaju to veću energiju što je veća frekvencija svjetlosti. Einsteinova hipoteza o kvantima svjetlosti neposredno tumači fotoelektrični učinak. Pri djelovanju svjetlosti na metale bivaju kvanti svjetlosti apsorbirani, a njihovu energiju preuzimaju elektroni. Energija izbačenog elektrona jednaka je energiji nestalog kvanta svjetlosti. Budući da je energija, prenesena na elektron, proporcionalna frekvenciji, mora i energija svjetlosne korpuskule (čestice) biti proporcionalna frekvenciji. U fotoelektričnom učinku jasno se otkrivaju korpuskularna svojstva svjetlosti. 
Pri fotoelektričnom učinku jedan se dio energije kvanta svjetlosti troši na otrgnuće elektrona od metala. Energija kvanta svjetlosti mora biti jednaka zbroju kinetičke energije izbačenog elektrona i rada potrebnog za otrgnuće elektrona:
{\displaystyle h\cdot \nu ={\frac {m\cdot v^{2}}{2}}+I}
No to se točno podudara s iskustvenim zakonom.
Fotoelektrični učinak dolazi do izražaja to jače što je manja valna duljina svjetlosti. Lijepo se fotoelektrični učinak može opaziti ako rendgenske ili gama-zrake pustimo kroz plin Wilsonove komore. Djeluje li na Wilsonovu komoru jako magnetsko polje, tad se iz savijanja staza može proračunati brzina i energija fotoelektrona. Einsteinov izraz između energije i frekvencije i tu je strogo potvrđen.

### Kontinuirani rendgenski spektar
Hipoteza o kvantima svjetlosti objasnila je izgled kontinuiranog rendgenskog spektra koji nastaje kočenjem brzih katodnih zraka. Vidjeli smo da taj spektar posjeduje najveću frekvenciju, koja je određena početnom energijom elektrona. Pojava granične frekvencije jasna je na osnovu hipoteze o kvantima svjetlosti. Po klasičnoj teoriji kočenje električnih naboja izaziva emisiju elektromagnetskih valova svih frekvencija. Hipoteza o kvantima svjetlosti mijenja tu sliku utoliko da mogu biti emitirani kvanti svjetlosti s kontinuirano raspodijeljenom frekvencijom. U najboljem slučaju može se elektron zaustaviti u jednom srazu i čitavu svoju energiju emitirati kao kvant svjetlosti. Kvanti veće energije ne mogu stati, ali s druge strane pretežno će nastati kvanti manjih energija, koji potječu odatle što se elektroni postepeno zaustavljaju u metalu. Prema tome spektar koji nastaje kočenjem homogenih katodnih zraka mora biti oštro odrezan određenoj maksimalnoj frekvenciji. Ta frekvencija dana je električnim naponom koji je ubrzao elektrone. Kad elektron prijeđe električni napon V, ima energiju e∙V, i tolika može biti maksimalna energija kvanta svjetlosti:
{\displaystyle e\cdot V=h\cdot \nu _{max}}
Mjerenjem granične frekvencije kontinuiranog rendgenskog spektra može se također vrlo precizno odrediti Planckova konstanta h.
Hipoteza o kvantima svjetlosti postavlja granice klasičnoj teoriji. Po elektrodinamici moramo zamisliti, da se od atoma, u kojima titraju elektroni kontinuirano šire elektromagnetski valovi. Mogli bismo pretpostaviti da val koji biva izračen od atoma nosi ukupno energiju h∙ν. No zamislimo dalje da takvi klasični valovi padaju na granice optički različitih sredstava ili na male ogibne centre. Pri tom bi se svaki val, po klasičnoj teoriji, djelomično reflektirao, lomio ili difuzno raspršio. U svojoj kasnijoj povijesti jedan val, izračen od atoma, nužno bi se raspao na više valova, pa bi se i prvotna energija podijelila u manje obroke. Pokusima se, međutim, opaža da svjetlost iste frekvencije, bez obzira na svoju povijest, predaje atomima u fotoelektričnom učinku uvijek jednake i određene količine energije. To je nespojivo s klasičnom valnom teorijom, a neposredno se tumači korpuskulama (česticama) svjetlosti.

## Vanjske poveznice
- Web courseware Povijest fizike  Arhivirana inačica izvorne stranice od 2. kolovoza 2012. (Wayback Machine)